# Тригексифенидил

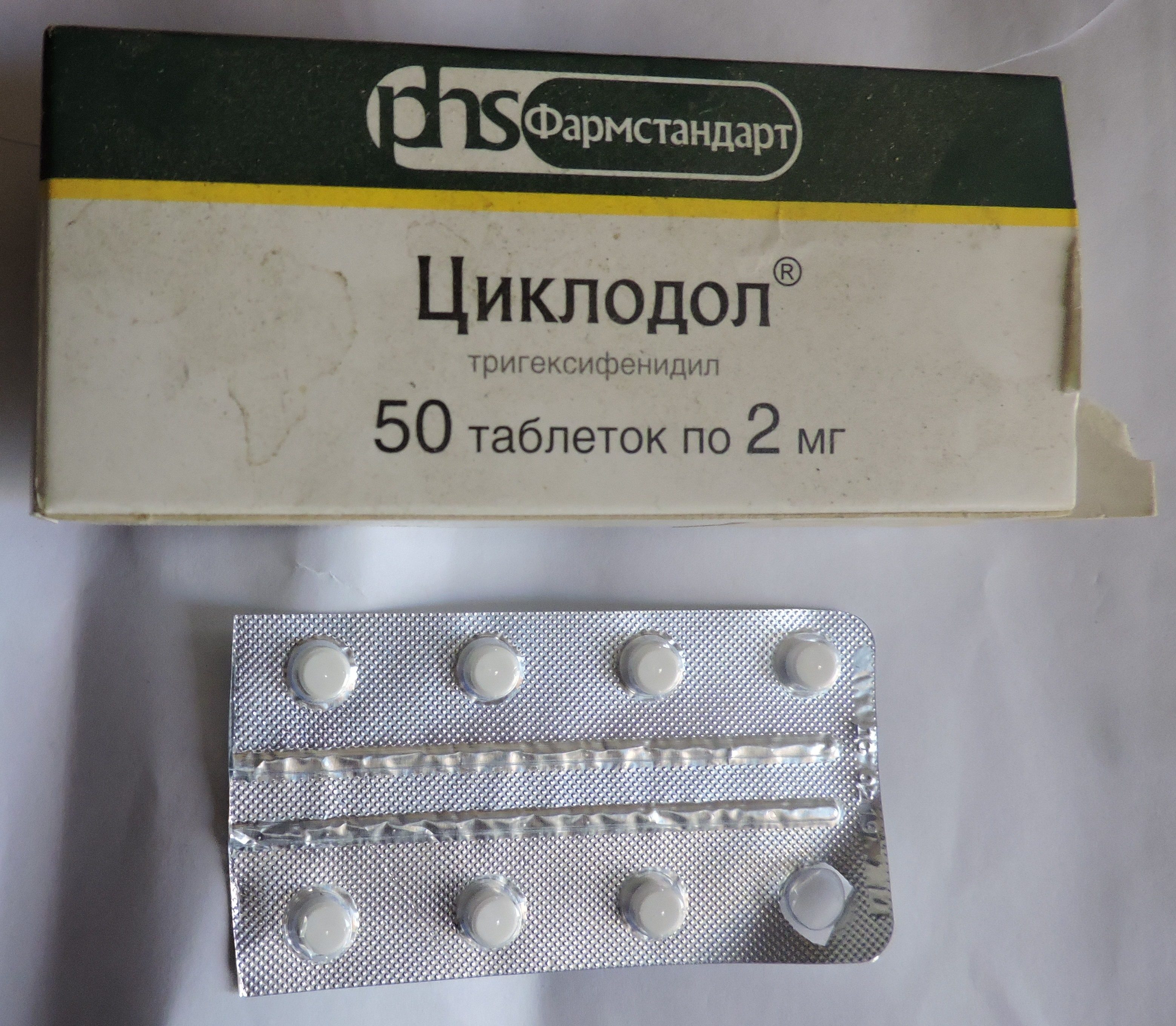
Циклодол

Тригексифениди́л — холинолитик (антагонист ацетилхолина) центрального действия. Применяется прежде всего при экстрапирамидных нарушениях, особенно для предотвращения и купирования экстрапирамидных побочных эффектов нейролептиков и при паркинсонизме. Торговое наименование, наиболее распространённое в России и СССР, — циклодол (на сленге наркоманов — свинина, цикл, цикла, циклуха).
Циклодол входит в перечень жизненно необходимых и важнейших лекарственных препаратов.

## Фармакологическое действие
Циклодол является одним из основных синтетических холинолитических препаратов, применяемых для лечения паркинсонизма. Он оказывает сильное центральное м-холинолитическое и н-холинолитическое, а также периферическое м-холинолитическое действие.
У больных паркинсонизмом циклодол, подобно другим холинолитическим препаратам, уменьшает тремор; в меньшей степени он влияет на ригидность и брадикинезию. В связи с холинолитическим действием циклодола уменьшается слюнотечение, в меньшей мере — потоотделение и сальность кожи.
Применяют циклодол при экстрапирамидных расстройствах, в том числе вызванных нейролептиками, при болезни Паркинсона, атеросклеротическом, постэнцефалическом, лекарственном паркинсонизме, болезни Литтла, спастических параличах, связанных с поражениями экстрапирамидной системы; в ряде случаев циклодол понижает тонус и улучшает движения при парезах пирамидного характера. Циклодол неэффективен в отношении поздней дискинезии и может усиливать её выраженность.
Максимальные дозы для взрослых при приёме внутрь: разовая 0,01 г, суточная 0,02 г.

## Побочные эффекты
При применении препарата могут развиваться побочные явления, связанные с его холинолитическими свойствами: сухость во рту, запоры, учащение пульса, головокружение, нарушение аккомодации, повышение внутриглазного давления, задержка мочеиспускания. Кроме того, возможны такие побочные эффекты, как головная боль, раздражительность, психостимулирующий эффект, нарушения внимания, памяти, кожная сыпь. Циклодол может усиливать у пациентов возбуждение и бессонницу. При высоких дозах циклодола возможно развитие возбуждения, спутанности, бреда и галлюцинаций.
При передозировке могут возникнуть нарушения функций ЦНС (психическое и двигательное возбуждение, галлюцинаторные явления и др.), свойственные действию больших доз антихолинергических препаратов. Может возникнуть антихолинергический синдром. Иногда отмечается особое состояние выраженной эйфории, которое пациенты сравнивают с лёгким опьянением.
Психофармакологический делирий также может возникать при приёме циклодола в терапевтических дозах в случае его сочетания с аминазином или другими нейролептиками; кроме того, подобное сочетание может вызывать атропиноподобные психозы.
При длительном пользовании циклодолом возможно развитие лекарственной зависимости.

## Меры предосторожности
Осторожность следует соблюдать при артериальной гипертензии, выраженном атеросклерозе, заболеваниях сердца, печени и почек, у пожилых пациентов (пожилым пациентам циклодол назначают в минимальных дозах под контролем когнитивных функций и психического состояния), при беременности. Во время лечения циклодолом необходимо регулярно контролировать внутриглазное давление.
При лечении циклодолом не рекомендуется заниматься видами деятельности, требующими повышенного внимания.

## Противопоказания
Препарат противопоказан при глаукоме (особенно при закрытоугольной форме), гипертрофии предстательной железы, кишечной непроходимости, механических стенозах ЖКТ, мегаколоне, фибрилляции предсердий, деменции, беременности, задержке мочеиспускания.

## Взаимодействия
Блокаторы Н1-гистаминовых рецепторов, производные фенотиазина, трициклические антидепрессанты усиливают периферические холинолитические эффекты циклодола. Леводопа повышает, а резерпин снижает его противопаркинсоническое действие.
Препарат несовместим с алкоголем.

## Передозировка и осложнения
При передозировке циклодол, как и некоторые другие сильные центральные холинолитики, вызывает своеобразное «холинолитическое опьянение», которое сопровождается эйфорией (позже может смениться дисфорией), поэтому возможно развитие зависимости; нарушением координации движений (атаксией), парезом аккомодации глаз.
При ещё более сильной передозировке циклодол способен вызывать психозы: галлюцинации и бред, нарушение памяти и ориентировки во времени и пространстве — так называемый «холинолитический делирий». Возможны опасные для жизни судороги, нарушения ритма сердца. Летальные исходы также возможны в результате собственно психоза (так, больной может шагнуть в окно, приняв его за дверь или отверстие в стене).
Психозы развиваются при приёме высоких доз циклодола (20—40 таблеток). Чаще всего они возникают у лиц на начальном этапе злоупотребления циклодолом или в случаях сочетания его приёма с алкоголем. Начинается психоз, как правило, с галлюцинаторной фазы опьянения и чаще всего исчерпывается симптоматикой делирия, продолжается в среднем трое суток. Отдельные психотические включения появляются уже через 40—50 минут после приёма токсической дозы циклодола, а пик психотических расстройств возникает через 2—3 часа. По мере утяжеления психоза может развиться аментивный синдром, который, в свою очередь, трансформируется в кому. К особенностям холинолитического делирия относятся микроптические галлюцинации на фоне тактильных (человек видит и чувствует бегающих по телу и под кожей насекомых и других мелких животных), выраженные колебания аффекта (от маниоморфного до тревожно-тоскливого). Нередки приступы агрессивности.
Самый важный дифференциально-диагностический критерий циклодолового психоза — наличие специфического комплекса сомато-вегетативных нарушений: расстройства аккомодации с утратой способности видеть близко расположенные предметы, дизартрия, атаксия, мидриаз, выраженная сухость слизистых, тикообразные гиперкинезы и общий тремор. Чаще всего однократный психоз заканчивается полным выздоровлением. Лица, перенёсшие циклодоловый психоз, обычно не возвращаются к приёму циклодола из-за выраженных дистимических и дисфорических расстройств.
Циклодоловый делирий купируется вводом нейролептиков (дроперидол), антихолинэстеразных препаратов (галантамин) или транквилизаторов (сибазон).

## Злоупотребление циклодолом и циклодоловая зависимость
В рекреационных целях циклодол начал использоваться в СССР в конце 1950-х — начале 1960-х годов, после того как в психиатрической практике появился нейролептик аминазин, для лечения и профилактики экстрапирамидных побочных эффектов которого и стал назначаться циклодол. Из психиатрических больниц он распространился в тюремную и лагерную среду, в которой его стали применять вместе с алкоголем, барбитуратами, «чифирем» (чрезвычайно крепким чаем) и пр. Циклодол и аналогичные ему препараты сохраняют свою популярность и в постсоветской России, их нередко продают на улицах наравне с наркотиками.
Эйфория при применении циклодола возможна уже в случае употребления 2—3-кратных терапевтических доз препарата. Иногда она может развиваться и при приёме терапевтической дозы. При приёме дозы, превышающей терапевтическую в 3—4 раза, интоксикация может ограничиваться эйфорией, болтливостью, лёгкими слуховыми и зрительными галлюцинациями через 20—30 минут после употребления.
При приёме дозы, намного превышающей терапевтическую дозу препарата, наблюдаются 4 фазы острой интоксикации:
- Эйфорическая фаза

Проявляется в повышении настроения, приятном самочувствии, чувстве невесомости тела, теплоты. Музыка и звуки воспринимаются более ярко и чётко. Длительность: 30—40 минут.
- Фаза суженного сознания или оглушённости

Появляется заторможенность, вялость мыслей, головокружение, небольшие изменения в зрительном восприятии, желание прилечь. Фаза суженного сознания наступает через 40—45 минут после приёма и длится от 2 до 3 часов.
- Галлюцинаторная фаза

В этой фазе сначала появляются лёгкие звуковые галлюцинации в виде щелчков, а затем красочные зрительные галлюцинации (и связанные с ними слуховые), дереализация. Длительность фазы — 2—3 часа.
- Фаза выхода

Ощущается усталость и тяжесть в теле (астенизация).
Абстинентный синдром возникает у лиц, активно употребляющих циклодол более 1—1,5 года в высоких дозировках, и развивается на следующие сутки после приёма препарата. Проявляется синдром в виде чувства слабости, боли в мышцах, раздражительности, дисфории, неусидчивости, беспокойства и тревожности. Возникает тремор всего тела, непроизвольные подёргивания мышц. Длительность абстинентного синдрома — 1—2 недели, нормализация функций организма может затянуться до 2 месяцев.
На поздней стадии циклодоловой токсикомании синдромы психической и физической зависимости усугубляются и становятся выраженными и грубыми. Развивается слабоумие, протекающее по органическому типу. Нарушены высшие эмоции, в том числе привязанность к семье, к родителям и детям. Наблюдается почти постоянное состояние дисфории или депрессия; возможны суицидальные мысли и действия. Возникает психопатоподобное поведение возбудимого и астено-апатического типа. Может возникать также делирий. К последствиям хронической циклодоловой зависимости относятся тяжёлые органические поражения центральной нервной системы, сердечно-сосудистой и дыхательной системы.

## Правовой статус
Постановлением Правительства Российской Федерации в 2007 году тригексифенидил (циклодол) (1-циклогексил-1-фенил-3-пиперидинопропан-1-ол) включён в Список сильнодействующих веществ для целей статьи 234 УК РФ (статья «Незаконный оборот сильнодействующих или ядовитых веществ в целях сбыта») и для целей других статей уголовного кодекса. Незаконное изготовление, перевозка, хранение, пересылка в целях сбыта, циклодола согласно 234 УК РФ наказывается ограничением свободы на срок до 3 лет по статье либо лишением свободы на тот же срок; те же действия в крупном размере (свыше 10 граммов циклодола) наказываются лишением свободы на срок до 8 лет.
Входит в список II Переченя лекарственных средств для медицинского применения, подлежащих предметно-количественному учёту в специальных журналах учёта операций и особом хранении. Препарат отпускается из аптечных учреждений строго по рецепту врача по рецептурному бланку формы № 148-1/у-88.
Циклодол на декабрь 2017 года не входит в Перечень наркотических средств, психотропных веществ и их прекурсоров, подлежащих контролю в Российской Федерации, но признаётся государством наркотическим средством.

## Стереохимия
Тригексифенидил содержит стереоцентр и состоит из двух энантиомеров. Это рацемат, т. е. смесь 1: 1 ( R ) - и ( S ) - форм:
| Энантиомеры тригексифенидила          | Энантиомеры тригексифенидила          |
| ------------------------------------- | ------------------------------------- |
| Регистрационный номер CAS: 40520-25-0 | Регистрационный номер CAS: 40520-24-9 |